# Шоломицький Володимир Васильович
Володимир Васильович Шоломицький (нар. 28 липня 1982, Україна) — український лікар-стоматолог, військовий медик, громадський діяч, академік Української академії наук. Засновник медичних установ, ініціатор створення Українського міжнародного інноваційного медичного кластеру. Перший заступник голови медичної служби Національної медичної палати України.

## Біографія
Народився 28 липня 1982 року в Україні. У 2004 році закінчив стоматологічний факультет, отримавши кваліфікацію лікаря-стоматолога. Продовжує навчання в Європейському університеті. Є академіком Української академії наук, автором методичних матеріалів у галузі медичної практики та менеджменту.[джерело?]

## Професійна діяльність
Має понад 25 років лікарського стажу. Заснував мережу медичних установ:
- Клініка ім. В. В. Гальченка — багатопрофільний медичний центр із фокусом на стоматології, неврології, ортопедії, хірургії.
- Наш-Мед — медичний центр первинної допомоги, сімейної медицини, гінекології, психотерапії.
- Меддопомога плюс — служба швидкої допомоги та медичної евакуації поранених із зони бойових дій.
- Родина-Фарм — фармацевтична компанія.

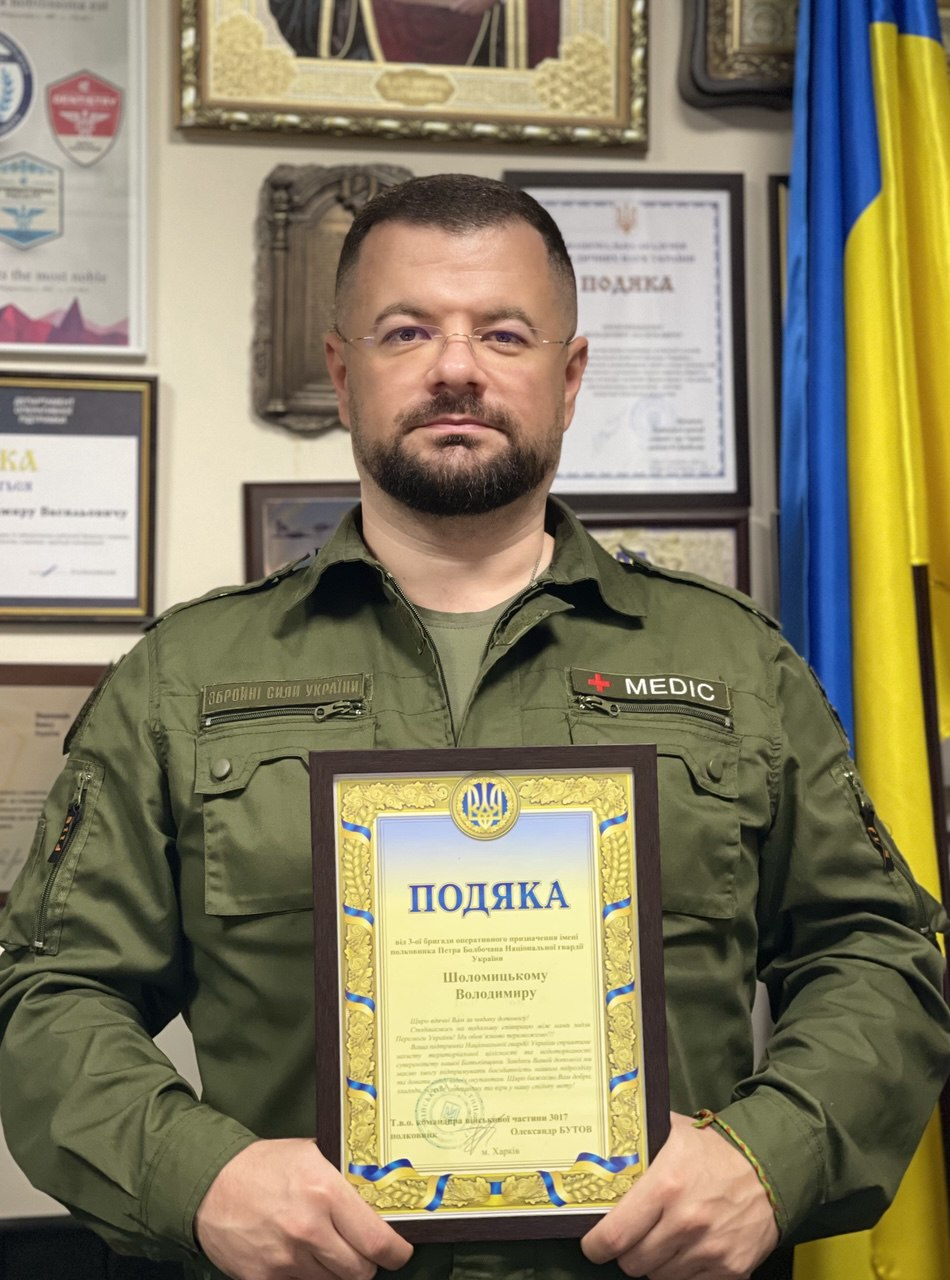

Ініціатор створення Українського міжнародного інноваційного медичного кластеру (УМІМК) — платформи співпраці клінік, лабораторій, фармацевтичних виробників та інноваційних медичних сервісів.[джерело?]

## Військова служба та волонтерство
З початком повномасштабної війни Росії проти України у 2022 році вступив до лав Збройних сил України, як бойовий медик. Працює у складі медичної роти, евакуюючи поранених із передової. Із 2023 року — старший вогневої групи ППО Києва.
Засновник фонду Медичної служби НМПУ. Організовує гуманітарні місії в зони бойових дій (Харківщина, Донеччина, Херсонщина), доставку медикаментів, обладнання, карет швидкої допомоги.

## Громадська діяльність
- Перший заступник голови медичної служби Національної медичної палати України.[джерело?]
- Голова ГО «Всеукраїнська народна рада “Громадський контроль”».
- Експерт з питань охорони здоров’я при Київській міській раді.
- Заступник голови громадської ради при Солом’янській РДА.[джерело?]
- Ініціатор платформи «Велике медичне коло» для реабілітації військових і цивільних.
- Президент автоспортивного клубу «Київ БМВ Моторспорт».[джерело?]

## Нагороди та відзнаки
- Звання Народного посла України, присвоєне Леонідом Кравчуком

## Особисте життя
Одружений, батько п’ятьох дітей. Майстер спорту міжнародного класу з фехтування.[джерело?] Активний популяризатор медичного волонтерства, інновацій у галузі охорони здоров’я, ветеранських програм.